# محمدية (شهرضا)
محمدية هي قرية في مقاطعة شهرضا، إيران. يقدر عدد سكانها بـ 53 نسمة بحسب إحصاء 2016.